# In the Sultan's Garden
In the Sultan's Garden è un cortometraggio muto del 1911 diretto da Thomas H. Ince e da  William H. Clifford. Venne interpretato da King Baggot, Mary Pickford e Owen Moore.

## Produzione
Prodotto dalla Independent Moving Pictures Co. of America (IMP), il film venne girato a Cuba.

## Distribuzione
Distribuito dalla Motion Picture Distributing and Sales Company, il film - un cortometraggio in una bobina - uscì nelle sale statunitensi il 3 luglio 1911. Ne venne fatta una riedizione con il titolo The Sultan's Garden che uscì il 20 luglio 1914.
Copie della pellicola sono conservate negli archivi della Library of Congress e in quelli dell'AFI.